# Rithmomachie
La Rithmomachie (ou Rithmomachia, Arithmomachia, Rythmomachie, Rhythmomachie ou diverses autres variantes), parfois aussi appelée jeu des philosophes, est un jeu de plateau mathématique datant du début du Moyen Âge. La plus ancienne description connue date du XIe siècle. Une traduction littérale du terme est la « bataille des nombres ». Le jeu ressemble aux échecs, à ceci près que les méthodes de prise des pièces adverses dépendent des nombres inscrits sur chacune d'elles.
Il a été avancé par Ann E. Moyer qu'entre le XIIe et le XVIe siècle, « le rithmomachia a servi d'exemple pratique pour enseigner les valeurs contemplatives de la philosophie mathématique boécienne, laquelle souligne l'harmonie naturelle et la perfection des nombres et proportions. Le jeu était utilisé comme un exercice mnémotechnique pour l'étude de la théorie boécienne des nombres, ainsi qu'un vecteur d'éducation morale, en rappelant aux joueurs l'harmonie mathématique de la création. »

## Histoire
Aucune connaissance historique sur l'origine du jeu n'est connue de manière certaine. Les auteurs médiévaux l'attribuent à Pythagore, bien qu'aucune trace n'ait été découverte dans la littérature grecque. La plus ancienne référence date de Hermannus Contractus (1013–1054). 
Le nom, qui apparait sous diverses formes, pointe une origine grecque, plus encore parce que le grec était assez méconnu au temps où le jeu est apparu pour la première fois dans la littérature. Fondé sur la théorie grecque des nombres, et ayant un nom grec, il est supposé par certains que l'origine du jeu doit être recherchée dans la civilisation grecque, et peut-être dans les écoles byzantine ou d'Alexandrie.
La première référence écrite à la Rithmomachie date des alentours de 1030, lorsqu'un moine nommé Asilo créa un jeu qui illustrait la théorie des nombres de Boèce De institutione arithmetica pour les étudiants des écoles monastiques. Les règles du jeu furent améliorées peu après par le moine respecté, Hermannus Contractus, de l'Île de Reichenau, et dans l'école de Liège. Durant les siècles suivants, la Rithmomachie se répandit rapidement à travers les écoles et les monastères des parties méridionales de l'Allemagne et la France. Elle était principalement utilisée comme auxiliaire pédagogique, mais graduellement les intellectuels ont commencé à y jouer pour le plaisir. Au XIIIe siècle, la Rithmomachie arriva en Angleterre, où le mathématicien Thomas Bradwardine écrivit un texte à son sujet. Même Roger Bacon recommanda la Rithmomachie à ses étudiants, pendant que Sir Thomas More laissait les habitants de sa fictive Utopia y jouer dans un but récréatif.
Le jeu était suffisamment populaire pour justifier des traités en latin, français, italien et allemand, au cours du XVIe siècle, et pour avoir des publicités publiques sur la vente de plateaux et pièces à l'ombre de la Sorbonne.

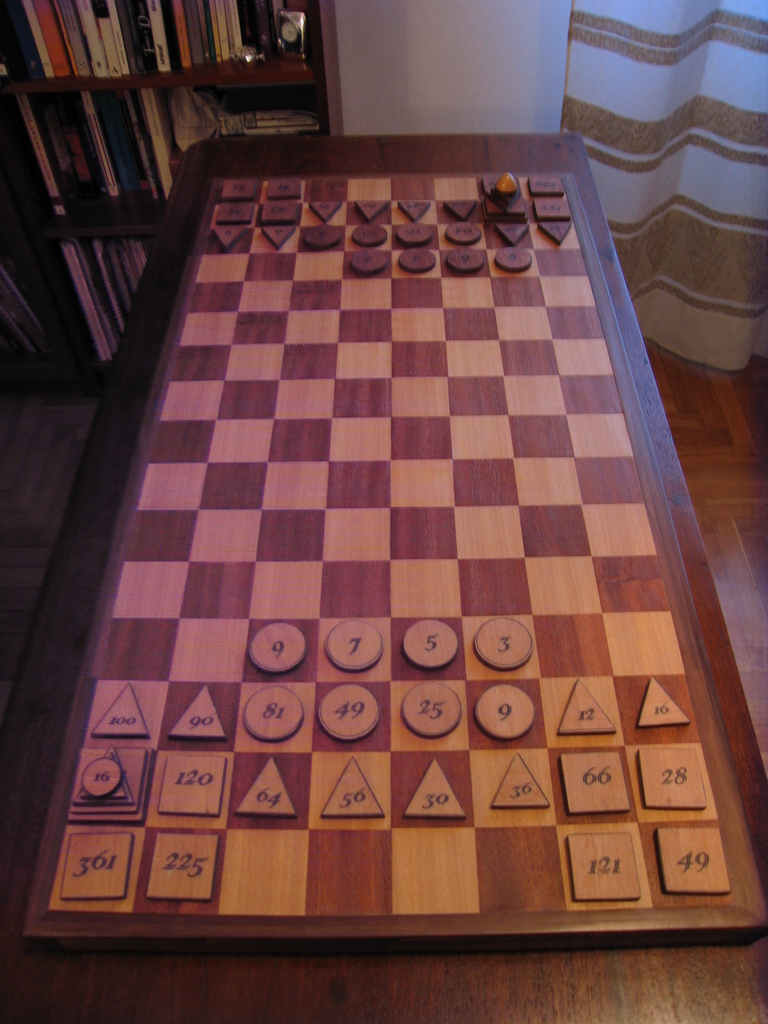
Plateau de Rithmomachie fait maison

## Règles du jeu
Le jeu utilise un plateau ressemblant à un échiquier, avec huit cases sur le côté court, mais seize sur le côté long. Les formes utilisées pour les pièces sont des triangles, carrés et ronds. Les pyramides peuvent être formées en empilant des pièces. Le jeu est remarquable dans le fait que les forces des blancs et des noirs ne sont pas symétriques. Bien que chaque camp ait le même tableau de pièces, les nombres inscrits sur chacun diffère, permettant différentes possibilités de capture et de configurations gagnantes pour les deux joueurs.
Les règles ci-dessous décrivent la version la plus courante du jeu, telle que jouée pendant la plupart du Moyen Âge et de la Renaissance. Il y avait aussi une variante proposée par Fulke au XVIe siècle, avec des règles de capture significativement différentes (et quelque peu plus cohérentes).

### Pièces
Il y a quatre types de pièces, qui sont les ronds, triangles, carrés et pyramides.
- Ronds : Les ronds se déplacent d'une case en diagonale, vers l’avant comme vers l’arrière.
- Triangles : Les triangles se déplacent d'exactement deux cases verticalement ou horizontalement, mais pas diagonalement.
- Carrés : Les carrés se déplacent d'exactement trois cases verticalement ou horizontalement, mais pas diagonalement.
- Pyramides : Les pyramides ne sont en fait pas une pièce, mais un assemblage de pièces. La pyramide blanche est construite avec un carré "36", un carré "25", un triangle "16", un triangle "9", un rond "4" et un rond "1", pour une valeur totale de 91. La pyramide noire est construite avec un carré "64", un carré "49", un triangle "36", un triangle "25" et un rond "16", pour une valeur totale de 190. Ces valeurs dissymétriques rendent leur prise très difficile selon les méthodes listées ci-dessous, excepté pour la prise dite d'emprisonnement. Les pyramides peuvent se déplacer comme un rond, un triangle ou un carré, tant qu'elles possèdent toujours une des pièces en question, ce qui les rend très précieuses.

### Prise
Il y a de nombreuses prises différentes. Une pièce ne prend pas la place de la prise adverse, mais reste sur sa case en retirant la pièce adverse. Si une pièce est prise, elle change de main.
- Rencontre : Si une pièce adverse de même valeur est à portée de déplacement d'une pièce de même valeur (même nombre), elle est retirée du plateau.[pas clair]
- Assaut : Si la valeur d’une pièce de faible valeur, multipliée par le nombre de case qui la sépare d’une pièce adverse est égale à la valeur d'une pièce adverse, la grande pièce est prise. Par exemple, une pièce valant trois située à trois case d’une pièce valant neuf peut prendre cette pièce (3x3=9).
- Embûche : Si une pièce adverse est à portée de deux pièces dont la somme est égale à la valeur de ladite pièce, alors elle est prise.
- Emprisonnement : Si une pièce est entourée de toutes parts, alors elle est prise.

### Victoire
Il y a également une variété importante de conditions de victoire pour déterminer la fin du jeu et le vainqueur. Il y a des victoires ordinaires et des victoires appropriées, qui étaient recommandées pour les joueurs expérimentés. Les victoires appropriées requièrent d'aligner des pièces dans le camp de l'adversaire en formant une suite numérique particulière. Les types de suites requises - arithmétiques, géométriques et harmoniques - indiquent un lien avec les travaux mathématiques de Boèce.
- Victoires ordinaires :
  - De Corpore (latin : « par le corps ») : Si un joueur prend un nombre de pièces déterminé par les deux joueurs, il gagne la partie.
  - De Bonis (« par le bien ») : Si un joueur prend assez de pièces pour former une somme supérieure à une valeur déterminée par les deux joueurs, il gagne la partie.
  - De Lite (« par procès ») : Si un joueur prend assez de pièces pour former une somme supérieure à une valeur déterminée par les deux joueurs, mais inférieure à une deuxième valeur déterminée par les deux joueurs, il gagne la partie.
  - De Honore (« par l'honneur ») : Si un joueur prend assez de pièces pour former une somme supérieure à une valeur déterminée par les deux joueurs, et le nombre de pièces prises est inférieur à un nombre déterminé par les deux joueurs, il gagne la partie.
  - De Honore Liteque (« par l'honneur et le procès ») : Si un joueur prend assez de pièces pour former une somme supérieure à une valeur déterminée par les deux joueurs, le nombre de chiffres des valeurs de ses pièces capturées est inférieur à un nombre déterminé par les deux joueurs et le nombre de pièces capturées est inférieure à un nombre déterminé par les deux joueurs, il gagne la partie.
- Victoires appropriées :
  - Victoria Magna (« grande victoire ») : Arrive lorsque trois pièces alignées forment une suite arithmétique, géométrique ou harmonique.
  - Victoria Major (« très grand victoire ») : Arrive lorsque quatre pièces alignées forment deux suites différentes de trois pièces parmi les types de suites cités précédemment.
  - Victoria Excellentissima (« victoire excellentissime ») : Arrive lorsque quatre pièces sont alignées pour former les trois types de suites avec trois des pièces.

## Popularité
À partir du XVIIe siècle le jeu, dont la popularité en Europe avait à son apogée rivalisé avec celle des échecs, a presque disparu jusqu'à la fin du XIXe et début du XXe siècle, lorsqu'il a été redécouvert par les historiens.